# Дитяча суміш

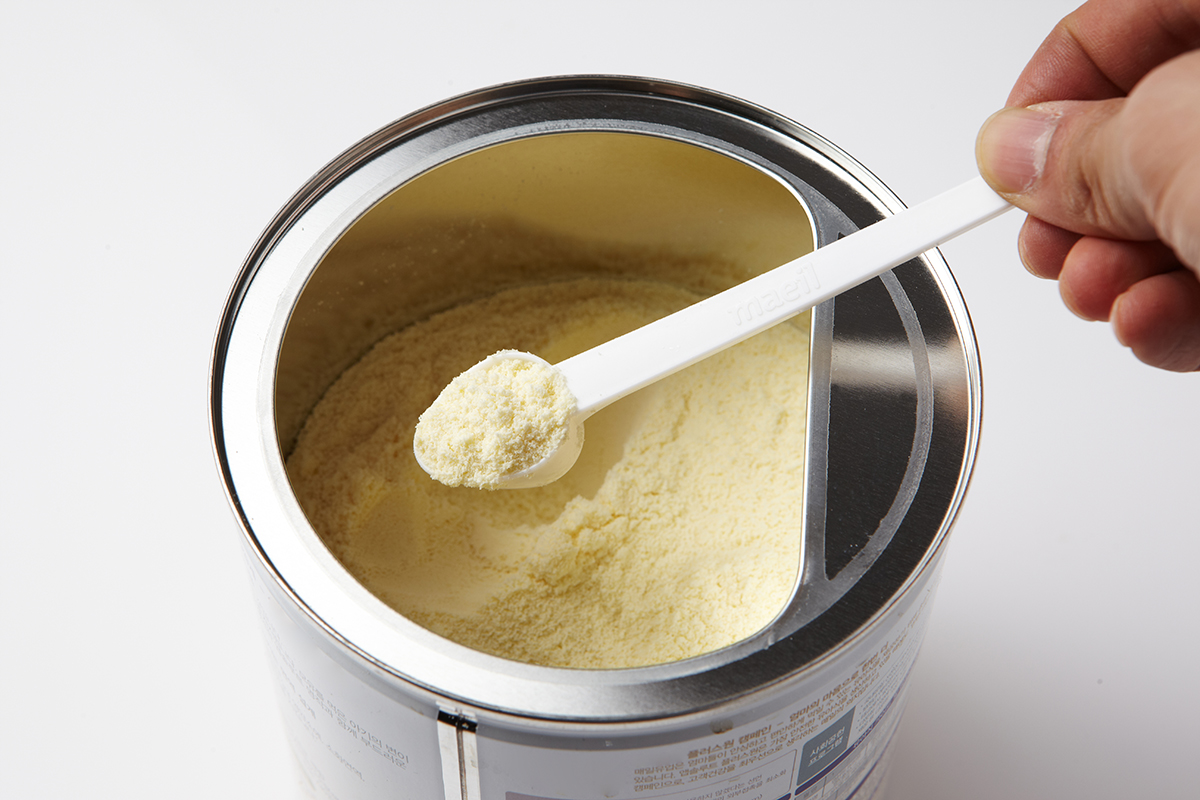
Дитяча суміш

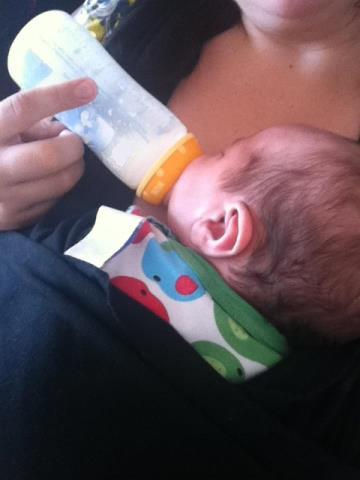
Немовля, що годують з пляшечки

Дитяча суміш, також суміш для немовлят або просто суміш це промислово виготовлений продукт харчування, призначений для годування немовлят та дітей віком до 12 місяців, зазвичай приготований для годування з пляшечки або чашки, з порошку (змішаного з водою) або рідини (з додаванням води або без неї). Федеральний закон США про харчові продукти, ліки та косметичні засоби (FFDCA) визначає дитячу суміш як «харчовий продукт, який призначений або представлений для спеціального дієтичного використання виключно як харчування для немовлят через те, що він імітує людське молоко або придатний як повна або часткова заміна людського молока».
Виробники стверджують, що склад дитячих сумішей розроблений таким чином, щоб приблизно відповідати складу материнського молока приблизно через один-три місяці після пологів; однак існують значні відмінності у вмісті поживних речовин у цих продуктах. Найбільш поширені дитячі суміші містять очищену сироватку коров'ячого молока та казеїн як джерело білка, суміш рослинних олій як джерело жиру, лактозу як джерело вуглеводів, вітамінно-мінеральну суміш та інші інгредієнти в залежності від виробника. Сучасні дитячі суміші також містять олігосахариди людського молока, які корисні для розвитку імунітету та здорової мікробіоти кишечника у немовлят. Крім того, існують дитячі суміші, що містять соєві боби як джерело білка замість коров'ячого молока (переважно у США та Великій Британії), а також суміші, що містять білок, гідролізований до складових амінокислот, для немовлят, які мають алергію на інші білки. Зростання грудного вигодовування в багатьох країнах супроводжувалося відтермінуванням середнього віку введення дитячого харчування (включаючи коров'яче молоко), що призвело як до збільшення грудного вигодовування, так і до збільшення використання дитячих сумішей у віці від 3 до 12 місяців.
У звіті Всесвітньої організації охорони здоров'я (ВООЗ) за 2001 рік зазначено, що дитячі суміші, виготовлені відповідно до чинних стандартів Кодексу Аліментаріус, є безпечним прикормом і придатним замінником грудного молока. У 2003 році ВООЗ та ЮНІСЕФ опублікували Глобальну стратегію з харчування дітей грудного та раннього віку, в якій підтвердили, що «продукти харчування для дітей раннього віку повинні при продажу або іншому розповсюдженні відповідати стандартам, рекомендованим Комісією з Кодексу Аліментаріус», а також попередили, що «відсутність грудного вигодовування - і особливо відсутність виключно грудного вигодовування протягом першого півріччя життя - є важливими факторами ризику захворюваності та смертності немовлят і дітей».
Зокрема, використання дитячих сумішей у менш економічно розвинених країнах пов'язане з гіршими наслідками для здоров'я через поширеність антисанітарних умов приготування, включаючи брак чистої води та відсутність санітарно-гігієнічного обладнання. Дитина на штучному вигодовуванні, яка живе в антисанітарних умовах, має від 6 до 25 разів більше шансів померти від діареї та в чотири рази більше шансів померти від пневмонії, ніж дитина на грудному вигодовуванні. Рідко вживання сухих молочних сумішей (СМХ) пов'язують із серйозними захворюваннями і навіть смертю через інфікування Cronobacter sakazakii та іншими мікроорганізмами, які можуть потрапляти до СМХ під час її виробництва. Хоча C. sakazakii може викликати захворювання у всіх вікових групах, вважається, що найбільшому ризику зараження піддаються немовлята. У період з 1958 по 2006 рік у світі було зареєстровано кілька десятків випадків інфікування C. sakazakii. ВООЗ вважає, що про такі випадки інфікування повідомляється недостатньо.